# فردریک براونینگ
فردریک براونینگ (انگلیسی: Frederick Browning; ۲۰ دسامبر ۱۸۹۶ – ۱۴ مارس ۱۹۶۵) فرمانده نظامی اهل بریتانیا بود. وی برندهٔ جوایزی همچون نشان سلطنتی ویکتوریایی، نشان حمام، و نشان افتخار تولد لهستان شده‌است.